# 2 Février (hôtel)
 (décembre 2022).
Pour les articles homonymes, voir Deux-Février.
Le 2 Février ou Radisson Blu est un gratte-ciel de Lomé servant d'hôtel et ouvert en juin 1980. Situé à proximité de la place de l'Indépendance, il est l'un des monuments emblématiques de la capitale togolaise avec 102 m de hauteur et représente le plus haut immeuble du pays. 

## Historique
Ouvert au mois de juin 1980, il doit son nom à la nationalisation des mines de phosphate par le président Gnassingbé Eyadéma le 2 février 1974, mesure prise quelques jours après la catastrophe aérienne de Sarakawa au cours duquel il a failli perdre la vie. L'hôtel est géré par la chaîne Corinthia Hotels International (en) depuis le 8 mai 2002 .
Fréquenté principalement par des hommes d'affaires, par des diplomates ou par des personnalités politiques, il est formé d'une impressionnante tour de béton de 27 étages dominant le quartier administratif et financier de Lomé et est situé à proximité des principaux symboles de la vie politique du pays (l'ancienne présidence de la République, la primature, la maison du parti RPT, le monument de l'indépendance, le palais des congrès). 

## Description
Divisé en 368 chambres, dont 52 suites présidentielles et autant de suites ministérielles, il accueille également trois restaurants, un night-club, un bar, ainsi que plusieurs infrastructures sportives (tennis, golf et piscine). Neuf salles de réception et des salons de réunion servent à des congrès et des séminaires. Un centre d'affaires, une salle de conférence et un studio de télévision sont aménagés aux étages inférieurs de l'hôtel.
Le chantier de l'hôtel est l'un des plus coûteux réalisés sous la présidence de Gnassingbé Eyadéma (environ 35 milliards de francs CFA). Bien qu'ayant abrité plusieurs sommets internationaux ou panafricains, son chiffre d'affaires reste longtemps inférieur aux coûts nécessaires à son entretien, ce qui détermine sa cession au groupe Corinthia Hotels International en mai 2002.

## Réhabilitation et nationalisation
À l’abandon depuis 2002, l'hôtel du 2 février est nationalisé en novembre 2014 puis confié dans la foulée à Kalyan[Quoi ?] sur la base d’une concession de trente ans. Entièrement rénové, l'hôtel est rouvert en avril 2016 après 15 mois de travaux. L’établissement dispose de 320 chambres dont 64 appartements, 3 600 m2 de salles de réunion et deux amphithéâtres. Sont disponibles également des commodités de luxe : sauna, spa, restaurants aux spécialités des cinq continents. L'hôtel est brièvement exploité sous le label Radisson Blu du groupe hôtelier belgo-américain Carlson Rezidor, jusqu'en août 2017 . Depuis septembre 2017, l'hotel redevient indépendant .